# 单叶拿身草
单叶拿身草（学名：Sohmaea zonata）为豆科拿身草属下的一个物种，分布於亞洲熱帶及亞熱帶至新幾內亞，曾归类于近缘的山蚂蝗属。

## 分佈
本種分佈于南亞、東南亞到新幾內亞，包括安達曼群島、阿薩姆邦、俾斯麥群島、婆羅洲、中國中南地區、中國東南地區、東喜馬拉雅山、海南、印度、爪哇、寮國、小巽他群島、馬來亞、馬魯古、緬甸、新幾內亞、尼科巴群島、菲律賓、 斯里蘭卡、蘇拉威西島、蘇門答臘島、台灣、泰國及越南等。

## 扩展阅读
- 維基物種上的相關：单叶拿身草